# William Motti
Pour les articles homonymes, voir Motti (homonymie).
William Motti (né le 25 juillet 1964 à Bondy) est un athlète français, spécialiste du décathlon.
Sa meilleure performance est de 8 327 points à Arles, France en 1987 (Record de France)
Il réalise 8550 lors d'une exhibition à Emmitsburg, Maryland 
2 fois finaliste Olympique 5eme en 1984 à Los Angeles et 7eme en 1992 à Barcelone
2 fois champion d'Europe par équipe 1993 1994
Vice champion d'Europe Juniors au saut en hauteur alors qu'il n'est que cadet 2 m 19 (Record personnel 2 m 22)
Son frère Eric remporte la médaille d'or de sa discipline lors des Jeux méditerranéens de 1979 à Split en cumulant 7744 points [1].
Joueur de hand-ball apres sa carriere athlétique (Antibes Nationale 2)

## Palmarès

### Jeux olympiques d'été
- Jeux olympiques d'été de 1984 à Los Angeles ( États-Unis)
  - 5e du décathlon (record National)
- Jeux olympiques d'été de 1992 à Barcelone ( Espagne)
  - 7e du décathlon

### Championnats du monde d'athlétisme
- Championnats du monde d'athlétisme de 1987 à Rome ( Italie)
  - 10e du décathlon - porte drapeau de l'équipe de France

### Championnats du monde d'athlétisme en salle
- Championnats du monde d'athlétisme en salle de 1993 à Toronto ( Canada)
  - 6e de l'heptathlon

### Championnats d'Europe junior d'athlétisme
- Championnats d'Europe junior d'athlétisme de 1981 à Utrecht ( Pays-Bas)
  - 2e du saut en hauteur (record de France cadet avec 2 mètres 19)

## Records
- de 1979 à 2002 : record de France cadet d'énéathlon (neuf épreuves) avec plus de 7 000 points. Ce record ne sera jamais battu.

## Source
1. Journal L'Equipe du lendemain de la compétition incluant reportages et résultats des Jeux de Split en page 8.
- (en) Cet article est partiellement ou en totalité issu de l’article de Wikipédia en anglais intitulé « William Motti » (voir la liste des auteurs).